# Laurent Fuahea
Lolesio (Laurent) Fuahea (ur. 5 września 1927 w Hihifo, zm. 2 grudnia 2011 w Lano) – duchowny katolicki z Wallis i Futuny. biskup Wallis i Futuny od 1974 do 2005.

## Życiorys
Święcenia kapłańskie otrzymał 21 grudnia 1957 roku.

## Episkopat
2 marca 1972 roku papież Paweł VI mianował go biskupem pomocniczym Wallis i Futuny. Sakry biskupiej udzielił mu 16 lipca 1972 roku biskup Michel Darmancier. 25 kwietnia 1974 roku ten sam papież mianował go biskupem Wallis i Futuny. 20 lipca 2005 roku papież Benedykt XVI odwołał go z tej funkcji, ze względu na wiek.